# 9812 Danco
9812 Danco este un asteroid din centura principală de asteroizi.

## Descriere
9812 Danco este un asteroid din centura principală de asteroizi. A fost descoperit pe 18 septembrie 1998 la Observatorul La Silla de Eric Walter Elst. El prezintă o orbită caracterizată de o semiaxă mare de 2,26 ua, o excentricitate de 0,13 și o înclinație de 6,2° în raport cu ecliptica.